# Dolores Hernández
Dolores "Lolita" Hernández Monzón (Veracruz, Veracruz, México - 21 de mayo de 1997) es una atleta mexicana especializada en saltos. Formó parte de la delegación mexicana en los Juegos Olímpicos de Río de Janeiro 2016.

## Biografía
Al notar sus habilidades deportivas, sus padres la inscribieron a clases de natación y clavados en el Centro Deportivo Leyes de Reforma de Boca del Río, Veracruz. Ahí inició entrenamientos con Francisco Rueda y recibió aprendizaje de la también clavadista Laura Sánchez. Luego emigró a la Ciudad de México para iniciar entrenamientos con la experta Ma Jin.

## Carrera deportiva
En los XXII Juegos Centroamericanos y del Caribe, celebrados en Veracruz en 2014, Hernández consiguió tres medallas de oro en las pruebas de trampolín de tres metros, 1 metro individual y 3 metros sincronizados. En los Juegos Panamericanos de 2015, ganó una medalla de oro en saltos sincronizados en trampolín de 3 metros al lado de Paola Espinosa, y una medalla de bronce en el salto individual en el trampolín de 3 metros.

## Premios y reconocimientos
- 2014 - Premio Estatal del Deporte, Veracruz
- 2012 - Premio Estatal del Deporte, Veracruz
- 2012 - Hija predilecta de la ciudad de Veracruz[6]